# Blåsningen
Blåsningen (originaltitel: The Sting) är en amerikansk kuppfilm från 1973 i regi av George Roy Hill, med Paul Newman och Robert Redford i huvudrollerna.

## Handling
Filmen utspelar sig i september 1936 i Chicago. När den talangfulle men lite naive svindlaren Johnny Hooker blåser affärsmannen och gangstern Doyle Lonnegan trampar han i klaveret så ordentligt att hans vän och kollega blir mördad. För att överleva länge nog för att kunna hämnas på Lonnegan tvingas han fly och söka hjälp av den professionelle bedragaren Henry Gondorff. Men Hooker "glömmer" nämna att han är jagad av den korrupte polisen Snyder som vill ha en del av det Hooker tjänat, och det riskerar att äventyra hela operationen.

## Rollista (i urval)
- Paul Newman - Henry Gondorff a.k.a. Shaw
- Robert Redford - Johnny Hooker a.k.a. Kelly
- Robert Shaw - Doyle Lonnegan
- Charles Durning - Lt. William Snyder
- Ray Walston - J.J. Singleton
- Eileen Brennan - Billie
- Harold Gould - Kid Twist
- John Heffernan - Eddie Niles
- Dana Elcar - FBI-agent Polk
- Jack Kehoe - Joe Erie
- Dimitra Arliss - Loretta

## Om filmen
- Filmen bygger på verkliga lurendrejerier som var vanliga under 1920- och 30-talen. Idén till just de blåsningar som skildras i filmen kommer bland annat från boken The Big Con av David W Maurer (1940).
- Musiken i filmen, bland annat det berömda ragtime-temat "The Entertainer", skrevs av Scott Joplin runt sekelskiftet, och var alltså flera årtionden gammal när filmen utspelar sig. Musiken arrangerades om av Marvin Hamlisch.
- En Oscar gick till filmen för "bästa film".
- David S. Ward fick dessutom en Oscar för "bästa manus".

## Musik i filmen i urval
- "Easy Winners" (1901), musik: Scott Joplin
- "The Entertainer" (1902), musik: Scott Joplin
- "Gladiolus Rag" (1907), musik: Scott Joplin
- "Pineapple Rag (1908), musik: Scott Joplin
- "Rag Time Dance" (1906), musik: Scott Joplin
- "Solace" (1909), musik: Scott Joplin
- "Listen to the Mockingbird" (1855), musik: Richard Milburn
- "The Washington Post", musik: John Philip Sousa